# سوزان وود

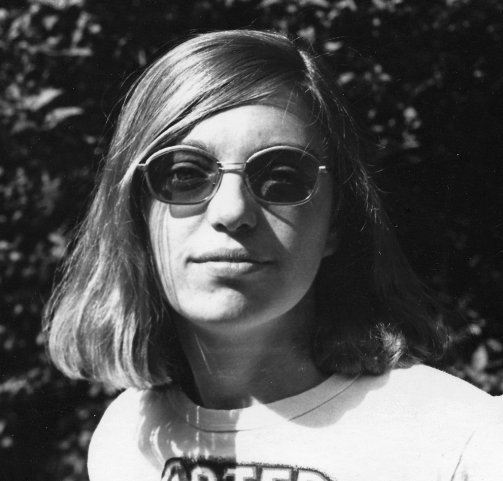
سوزان وود في 1978.

سوزان وود (22 أغسطس 1948 – 12 نوفمبر 1980) ناقدة أدبية وأستاذة وكاتِبة كندية. وُلدت في أوتاوا في أونتاريو.